# Tröllaskagi-félsziget
A Tröllaskagi-félsziget Izland északi részén található az Eyjafjörður és a Skagafjörður fjordok közt. A félsziget felszíne igen hegyvidékes táj, több csúcs az 1000 méteres tengerszint feletti magasságot is meghaladja. A legmagasabb hegycsúcs a félszigeten a Kerling, amely 1538 méteres magasságával a legmagasabb pont az Izlandi-felföld területén kívül. 
A félsziget hegyei közt számtalan mély völgy húzódik, melyeknek jellegzetes formavilágát a jégkorszak idején a gleccserek vájták ki, majd pedig a gleccserek olvadékvize által táplált folyók formálták mai alakjukra. A magasabb hegycsúcsokat mai napig a korábbi gleccserek maradékai borítják, ám ezek a jégsapkák már csak igen kis területet borítanak be. 
Emberi településeket a hegyek között nem lehet találni, csak a völgyekben és a partok mentén, amelyek izlandi mércével mérve jelentős népsűrűséggel rendelkeznek. Ezen partmenti síkvidékek alkotják az egyik legjobb termőtalajú mezőgazdasági vidéket a szigeten. 
A mezőgazdasági termelésen kívül a halászat is fontos szerepet játszik a partmenti települések gazdasági életében. A félszigeten található települések az óramutató járásának megfelelően a következők: Hofsós, Hólar, Siglufjörður, Ólafsfjörður, Dalvík, Árskógssandur, Hauganes, Hjalteyri, Hrafnagil és a legnagyobb Akureyri.

## Öxnadalsheiði
A Hringvegur, vagyis az izlandi 1-es főút áthalad a Tröllaskagi-félszigeten a Siglufjörður és az Eyjafjörður fjordok közt. Itt éri el az útvonal a legnagyobb tengerszint feletti magasságát, az 540 métert, amely telente az út lefagyása és a rendszeres havazások miatt komoly közlekedési akadályt állít az autósok elé. Számos terv született már eddig arról, hogy alagutak vágásával rövidítenék le az utat és tennék biztonságosabbá a közlekedést a félszigeten. 

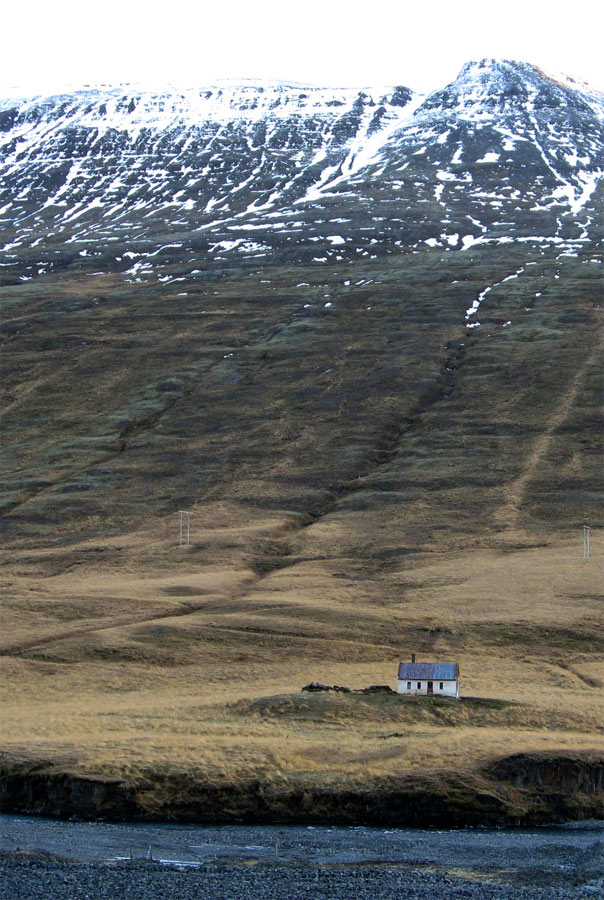
Egy elhagyatott mezőgazdasági telep az Öxnadalsheiðinél
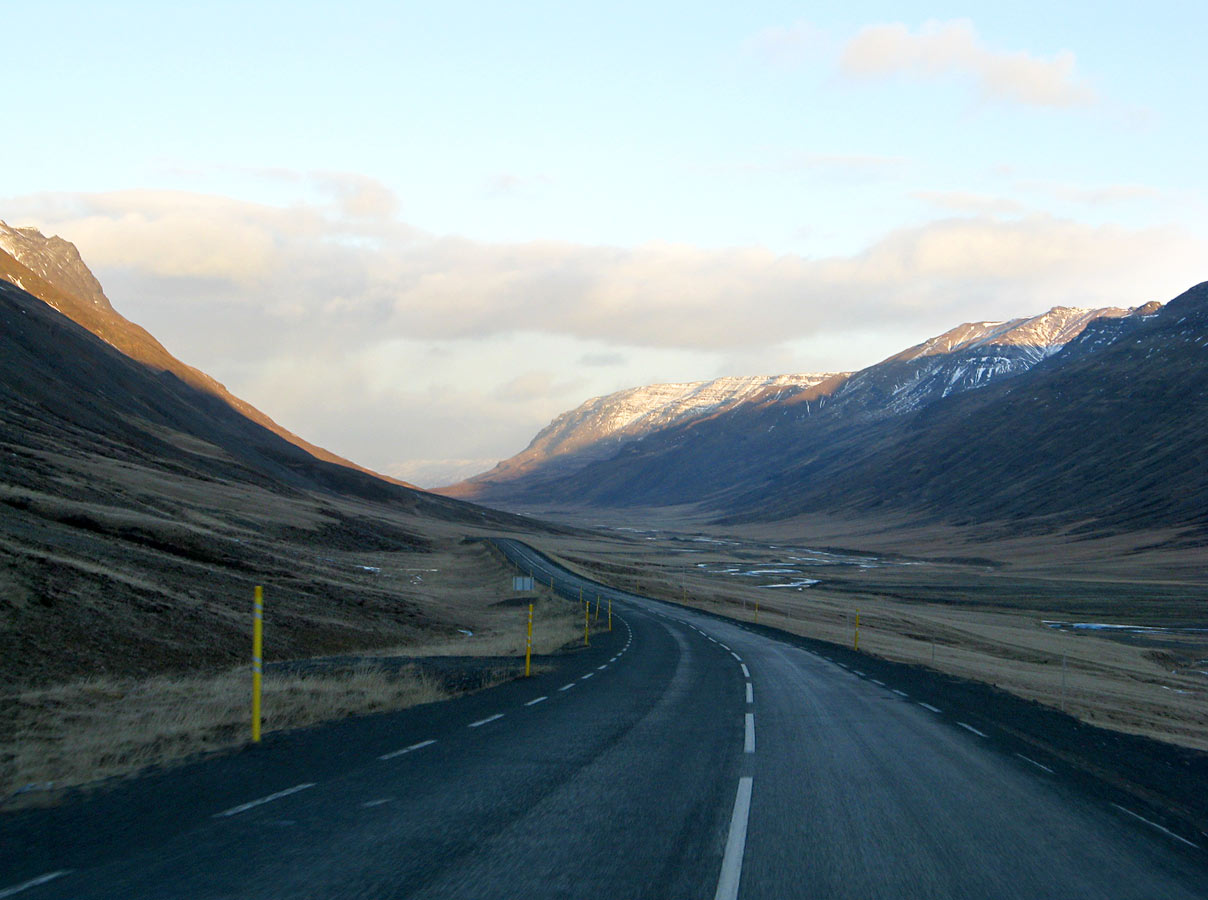
Elhagyva Öxnadalsheiðit, Öxnadalur felé
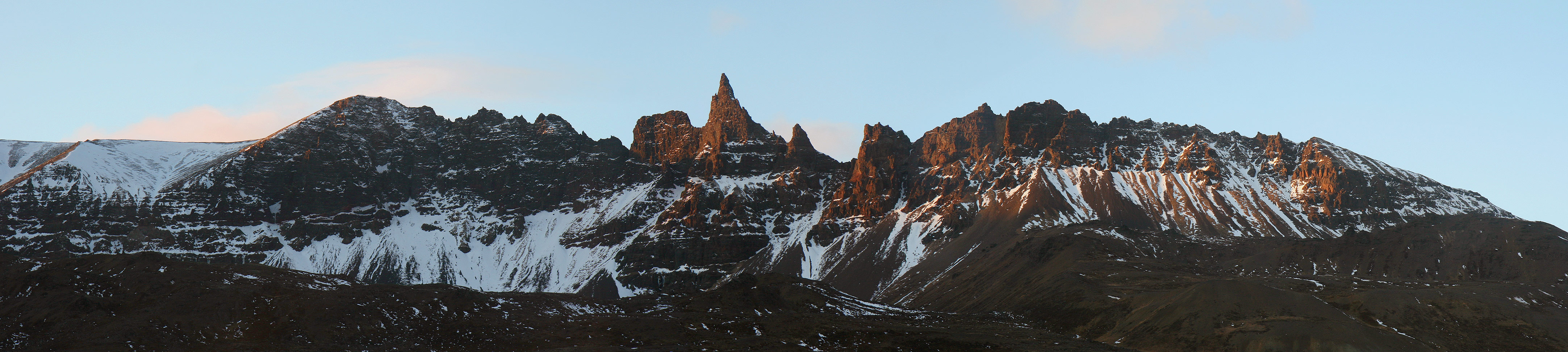
Az 1188m magas Öxnadalur látképe északról

## Fordítás
Ez a szócikk részben vagy egészben  a   Tröllaskagi című angol Wikipédia-szócikk ezen változatának fordításán alapul.  Az eredeti cikk szerkesztőit annak laptörténete sorolja fel. Ez a jelzés csupán a megfogalmazás eredetét és a szerzői jogokat jelzi, nem szolgál a cikkben szereplő információk forrásmegjelöléseként.